# Ernst Keitel
Ernst Keitel (* 14. Oktober 1939 in Brettheim; † 29. April 2014) war ein deutscher Politiker (CDU).

## Leben und Beruf
Nach dem Gymnasium in Crailsheim absolvierte Ernst Keitel ein zweijähriges Praktikum als Maurer und Zimmermann. Anschließend studierte er bis 1965 Bauingenieurwesen an der Fachhochschule Karlsruhe und war dann vier Jahre lang als Statiker in einem Ingenieurbüro tätig. 1969 machte er sich als Baustatiker selbständig. Keitel war verheiratet und hatte zwei Kinder.

## Politik
Keitel trat 1975 der CDU bei. Seit 1980 war er Mitglied des Gemeinderates von Rot am See und seit 1999 ehrenamtlicher erster Bürgermeisterstellvertreter. Von 1980 bis 1992 und wieder seit 2004 gehörte er dem Kreistag des Landkreises Schwäbisch Hall an. 1984 wurde er Abgeordneter des Landtages von Baden-Württemberg, dem er bis 2001 angehörte. Er vertrat den Wahlkreis Schwäbisch Hall und war Vorsitzender des Arbeitskreises für Finanzpolitik in der CDU-Landtagsfraktion.

## Ehrungen
Im Jahr 2001 wurde Keitel das Bundesverdienstkreuz 1. Klasse verliehen.